# Navistar International
Navistar International Corporation (NYSE: NAV) é a controladora da International Truck and Engine Corporation, uma empresa que produz caminhões (marca International), motores a diesel e peças (MaxxForce) e ônibus escolares (IC Corporation).

## Galeria

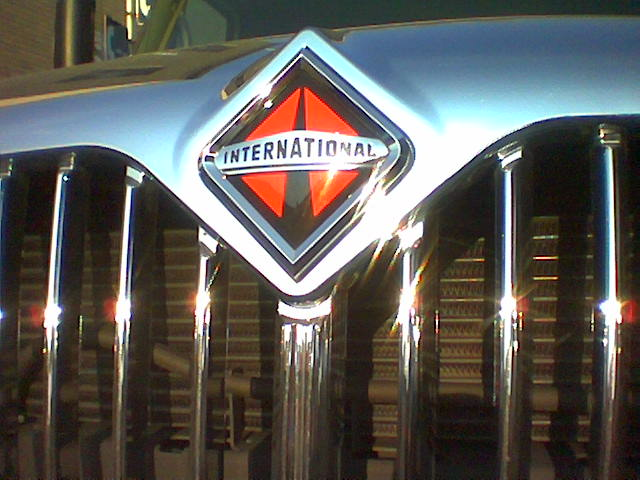
Logo

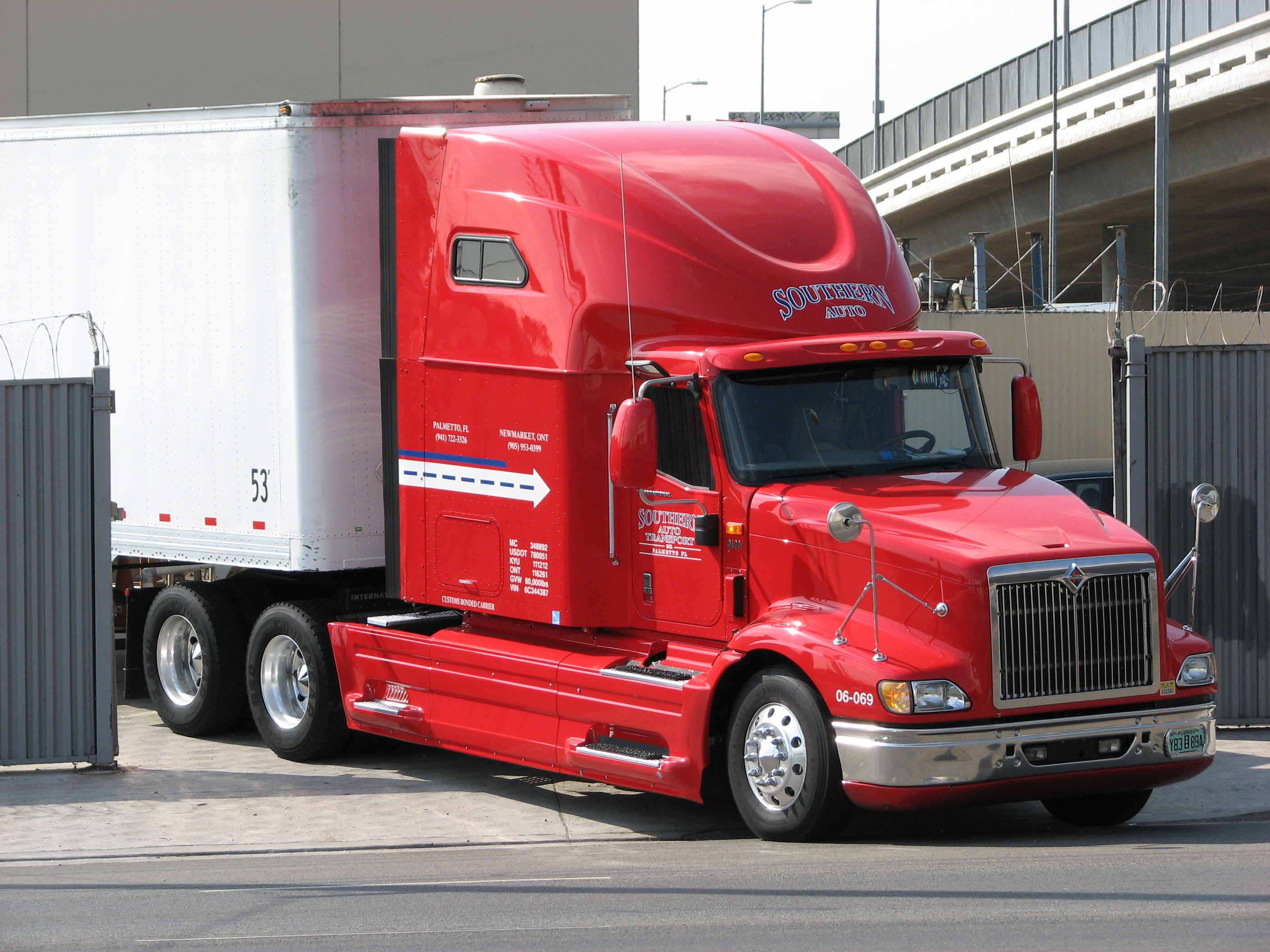
Navistar-International
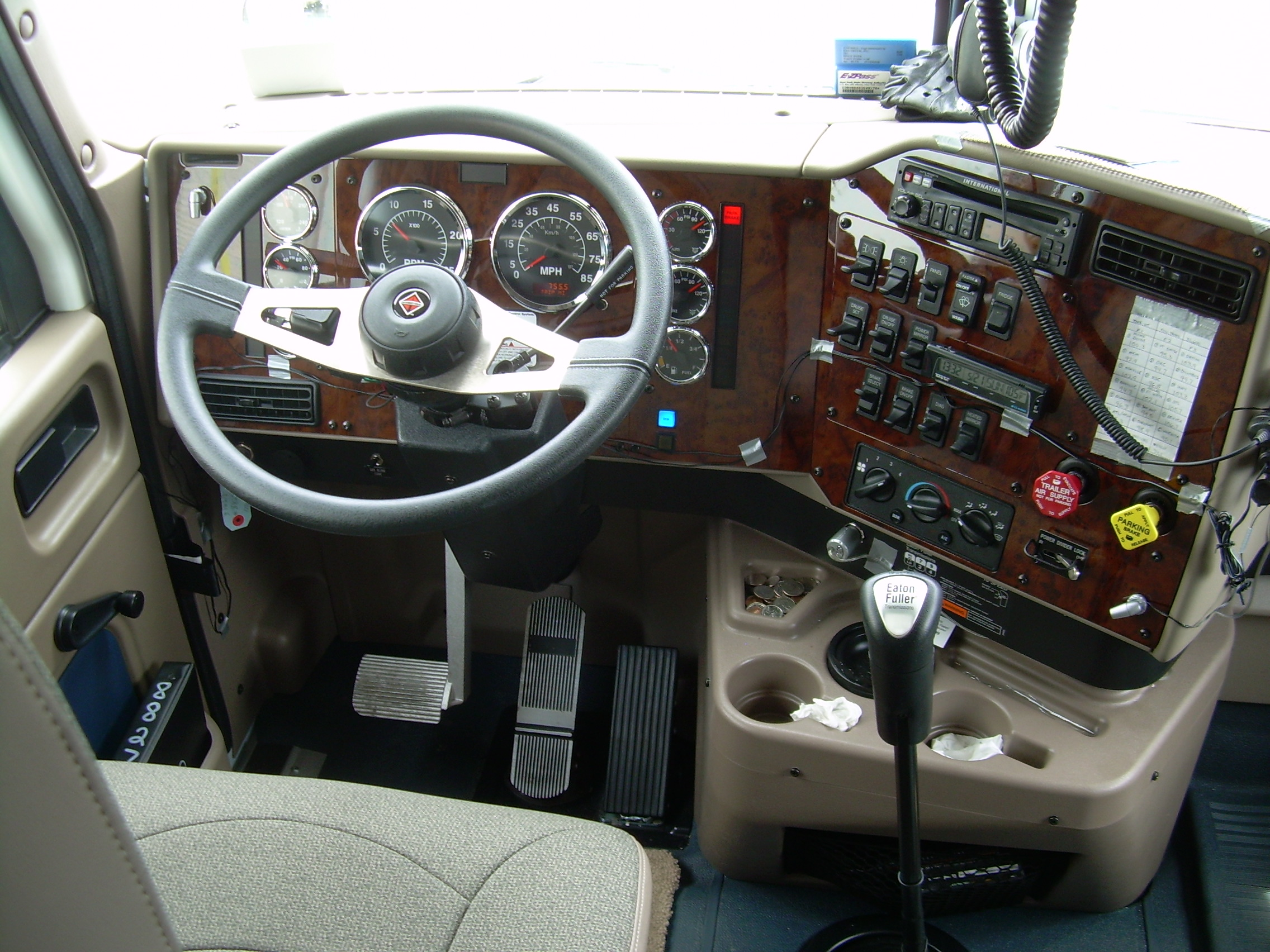
Navistar-International
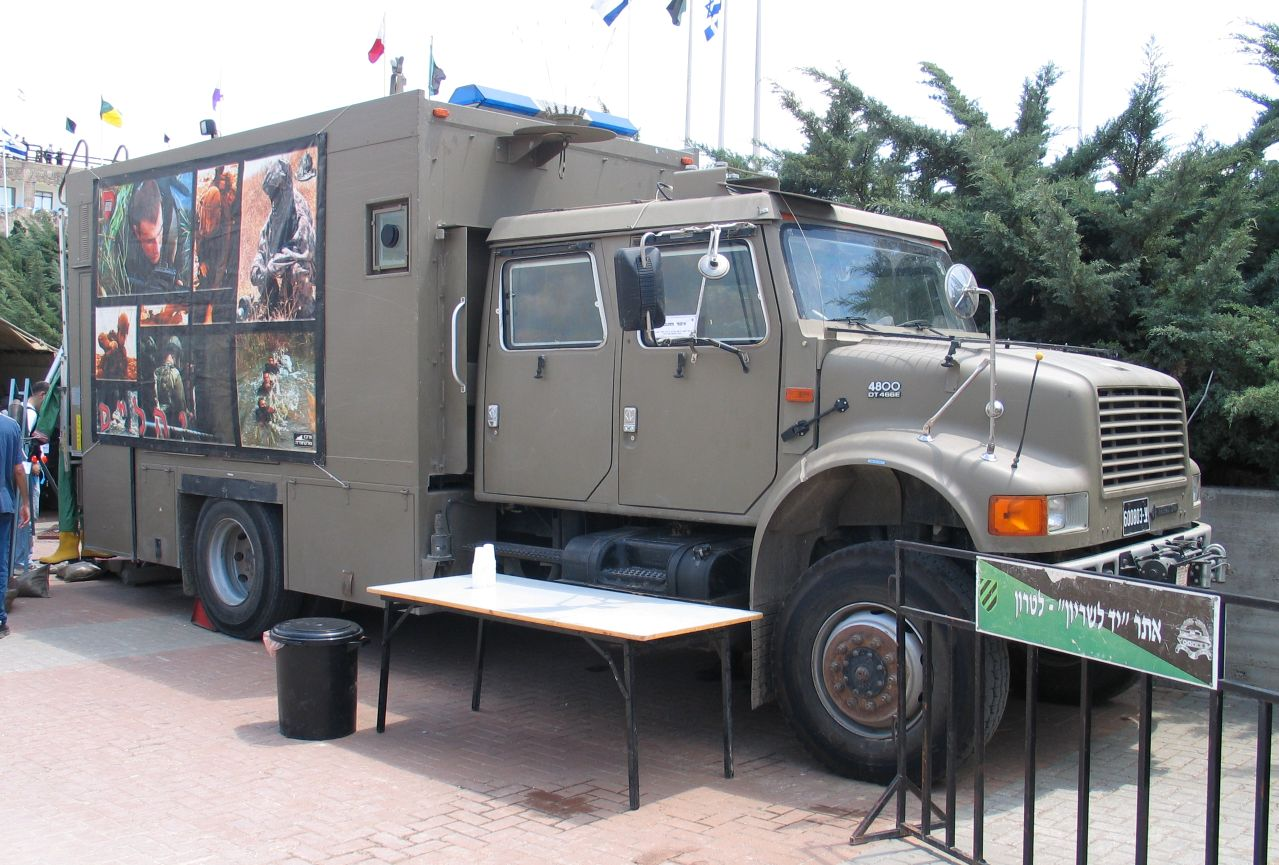
International 4800
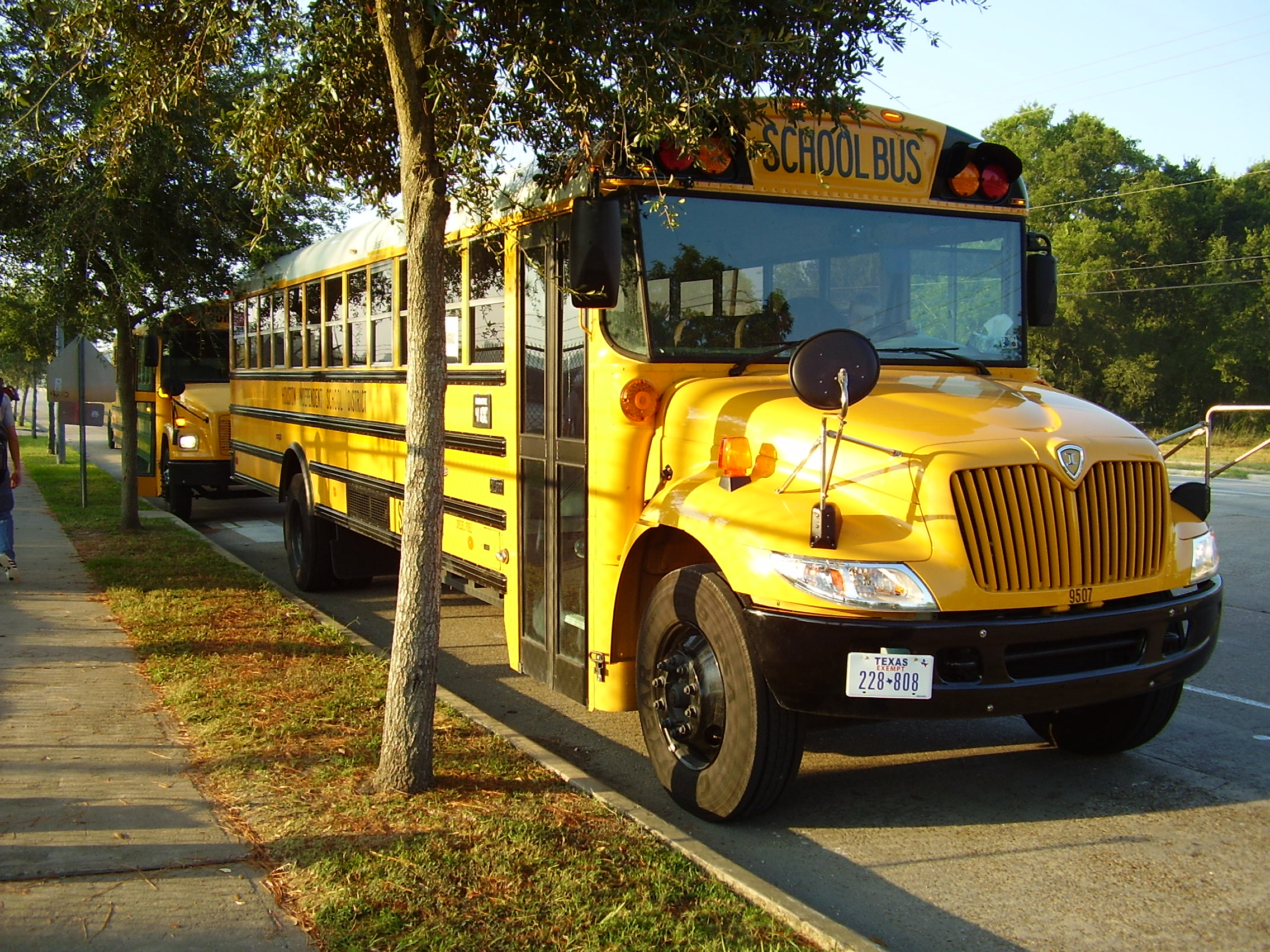
CE300 (IC Corporation)